# Koschariza

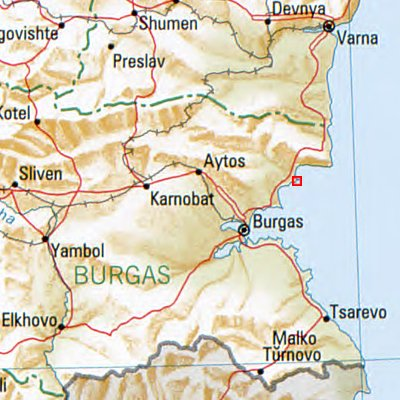
Koschariza (rotes Viereck) – Bulgarien – Nachbarorte: Burgas, Ajtos, Karnobat, Warna

Koschariza [koˈʃaritsɐ] (bulgarisch Кошарица) ist ein Dorf in Bulgarien in der Gemeinde Nessebar, Oblast Burgas. Das Dorf liegt im östlichen Übergang der oberthrakischen Tiefebene zu den Ausläufern des östlichen Balkangebirges. Koschariza liegt 3 km westlich von Sonnenstrand entfernt, der größten Touristenort Bulgariens. Albena im Norden liegt auch nicht sehr weit. Bis zum Schwarzen Meer sind es 3 km.
Der alte türkische Name des Dorfes war Kaschl-Dere (bulg. Кашлъ-дере). Er wurde erstmals nach dem Russisch-Türkischen Krieges (1877–1878) schriftlich erwähnt, als die dortige Tscherkessische das Dorf verließ. Nach dem Balkankrieg von 1913 und die Vertreibung der Bulgaren Thrakiens wurden in Koschariza Flüchtlinge angesiedelt, darunter acht Familien aus dem heute türkischen Kavaklı.
Der Dorffeiertag von Koschariza ist der 1. November, das ist nach dem alten Kalender der Iwan-Rilski-Tag.

## Wirtschaft
Im Unterschied zu vielen anderen bulgarischen Dörfern entwickelt sich Koschariza sehr gut, da der Tourismus hier aufblüht. Im Zentrum steht eine neue weiße Kirche und es gibt eine neue Schule. Richtung Sonnenstrand liegt ein wohlhabendes Villenviertel, dass sich jedes Jahr immer weiter Richtung Sonnenstrand ausdehnt. Die Gegend heißt Mandelhügel (bulg. Бадемови хълмове, engl. Almond Hills), allerdings sind von den Mandelbäumen nur noch 2 ha übrig geblieben. Wegen der regen Bautätigkeit und den entstehenden noblen Villen wird es von der Bevölkerung auch Beverly Hills genannt. Bis vor einigen Jahren bestand das Dorf aus nur 10 Häusern und man kannte jeden, dagegen leben heute 50 % Ausländer im Dorf, die überwiegend das ganze Jahr hier verbringen.
Das Dorf hat ein reges Nachtleben. Es gibt viele Wanderwege, Mountainbiking ist möglich. Ein Golfplatz ist gerade im Bau (Stand Sept. 2007).
In unmittelbarer Nähe zum Dorf liegt das Naturschutzgebiet Kalinata mit einem Urwald (Longosen-Wald). Koschariza ist in der Natura 2000 Liste (einem Netz von Schutzgebieten in Europa) vermerkt, da er ein wichtiger Punkt an der Vogelzugroute Via Pontica ist.